# Холомиса, Банту
Бантубонке Харрингтон Холомиса (англ. и африк. Bantu Holomisa; род. 25 июля 1955, Мкандули, Восточно-Капская провинция, ЮАС) — член Южно-Африканского парламента и президент Объединённого демократического движения.
Холомиса родился в Мкандули. Он присоединился к Силам обороны Транскея в 1976 году, а в 1985 году стал бригадным генералом.
Холомиса принудил к отставке и изгнанию премьер-министра Транскея Джорджа Матанзиму в октябре 1987 года и сверг преемника Матанзимы, премьер-министра Стелла Сигкау в декабре 1987. Холомиса был главой правительства Транскея с 1987 по 1994 год, когда Транскей был реинтегрирован в Южно-Африканскую Республику.

## Политика
В 1994 году Холомиса был избран в Национальный исполнительный комитет Африканского национального конгресса, а также был назначен заместителем министра окружающей среды и туризма Южно-Африканской Республики. После дачи показаний перед Комиссией по установлению истины и примирению, 30 сентября 1996 года он был исключен из Африканского Национального Конгресса.
Холомиса стал соучредителем Объединённого демократического движения, которое было создано в 1997 году совместно с бывшим исполнительным членом АНК Джоном Тейлором и Роэлфом Мейером Холомиса был избран в парламент в 1999 г.
Банту Холомиса и Объединённое демократическое движение поддержали вотум недоверия президенту Джейкобу Зуме несколько раз, в том числе 8 августа 2017 г.

## Личная жизнь
Банту Холомиса поддерживает южноафриканский футбольный клуб Kaizer Chiefs, в симпатиях к которому он признался в интервью Radio 702 в 2015 году.